# Laroda
Laroda es una variedad cultivar de ciruelo (Prunus salicina), de las denominadas ciruelas japonesas (aunque las ciruelas japonesas en realidad se originaron en China, fueron llevadas a los EE. UU. a través de Japón en el siglo XIX).
Una variedad que fue obtenida por Claron O. Hesse Fresno (California) de un cruzamiento de 'Gaviota' x 'Santa Rosa'.
Las frutas son de tamaño grande, redondeadas, piel firme con un color púrpura oscuro similar a 'Santa Rosa', cubiertas con una pruina fina, punteado abundante, pequeño, más claro, y pulpa de color amarillo ámbar, con vetas rojas por dentro, textura firme, muy jugoso, y sabor vinoso, con un ligero dulzor complementado con un toque de acidez. Tolera las zonas de rusticidad según el departamento USDA, de nivel 6 a 9.

## Sinonimia
- "Prunus salicina Laroda".[3]

## Historia
'Laroda' variedad de ciruela, obtenida en 1943 por Claron O. Hesse "Agr. Expt. Sta.", Davis, y "Agr. Res. Serv.", USDA Winters (California), de un cruzamiento de 'Gaviota' como "Parental Madre" x el polen de 'Santa Rosa' como "Parental Padre". Fue introducida en los circuitos comerciales en 1954.
'Laroda' está cultivada en Estados Unidos, España, Italia, Portugal, Sudáfrica, Chile, Argentina, y Turquía.

## Características
'Laroda' es un árbol de tamaño mediano vigor medio y porte semi erecto, con entrada en producción algo lenta y producción buena a muy buena y regular, necesitando un aclareo de los frutos, tiene un tiempo de floración que comienza a partir del 9 de abril con el 10% de floración, para el 18 de abril tiene una floración completa (80%), y para el 21 de abril tiene un 90% de caída de pétalos.
'Laroda' tiene una talla de fruto de calibre grande, esférico achatado, algo asimétrico, sutura ventral ancha, roma, poco profunda, con un peso promedio de 84.60 g; epidermis tiene una piel firme, con un color púrpura oscuro similar a 'Santa Rosa', cubiertas con una pruina fina, punteado abundante, pequeño, más claro; pulpa de color amarillo ámbar, con vetas rojas por dentro, textura firme, muy jugoso, y sabor con un ligero dulzor complementado con un toque de acidez. Durante mucho tiempo se ha considerado una de las ciruelas asiáticas de mejor sabor, La ciruela Laroda se parece a una ciruela clásica en color, forma y textura, pero tiene un extraordinario sabor a vino.
Hueso no adherente a la pulpa, de tamaño pequeño, aplanada, ovalada.
Su tiempo de recogida de cosecha se inicia a mediados de julio y se prolonga hasta mediados de agosto. Buena conservación en frío. Presenta facilidad para el transporte y manipulación.

## Usos
Las ciruelas 'Laroda' de muy buena calidad como fruta fresca en mesa, y se utiliza generalmente para la elaboración de mermeladas y jaleas.

## Polinización
De polinización autoincompatible. Buenos polinizadores son: 'Catalina', 'Friar', 'Late Santa Rosa', y 'Santa Rosa'.